# Lenotetrops
Lenotetrops is een kevergeslacht uit de familie van de boktorren (Cerambycidae). De wetenschappelijke naam van het geslacht werd voor het eerst geldig gepubliceerd in 2012 door Danilevsky.

## Soorten
Lenotetrops is monotypisch en omvat slechts de volgende soort:
- Lenotetrops ivanovae Danilevsky, 2012